# Келлетт, Генри
Сэр Генри Келлетт (англ. Henry Kellett; 2 ноября 1806 — 1 марта 1875) — английский арктический мореплаватель, вице-адмирал (1868).
Стал известен преследованием невольничьих судов на западном берегу Африки, командовал кораблём во время Первой Опиумной войны.
В 1848—1850 годах совершил плавания по Чукотскому морю на гидрографическом судне «Геральд» (англ. HMS Herald). Открыл и назвал остров Геральд (1849). В 1852—1854 годах руководил (совместно с Э. Белчером) экспедицией, посланной в район Канадского Арктического архипелага на поиски Джона Франклина. Во время экспедиции были открыты и описаны западное побережье и внутренние районы о. Принс-Патрик, северо-западное побережье о. Мелвилл, о. Эмералд, проливы Фицуильям, Келлетт.
В 1869—1871 годах был главнокомандующим Китайской станции Британского флота.
Именем Келлетта названы мыс и пролив между островами Мелвилл и Эглинтон. В 1988 году участники первой долговременной летней экспедиции на о. Геральд назвали одну из вершин острова «гора Келлета» и представили это на карте